# 広陽郡
広陽郡（廣陽郡、こうよう-ぐん）は、中国にかつて存在した郡。

## 幽州広陽郡
本節では、漢代に置かれた幽州の広陽郡について述べる。この広陽郡は現在の北京市一帯に設置された。
秦末の乱のときに置かれた燕国を前身とする。
紀元前80年、前漢の燕王劉旦による反乱計画が失敗すると、燕国は廃止され、広陽郡が置かれた。紀元前73年、劉旦の子の劉建が広陽王に封じられ、広陽郡は広陽国と改められた。前漢の広陽国は幽州に属し、薊・方城・広陽・陰郷の4県を管轄した。王莽のとき、広有郡と改称された。後漢が建国されると、広陽郡の称にもどされた。
26年、劉良が広陽王に封じられ、広陽郡は広陽国と改められた。27年、彭寵が薊城を占拠し、燕王を称すると、広陽国は燕国と改められた。29年、彭寵が殺害され、劉良が趙王に移封されると、再び広陽郡となった。37年、広陽郡は上谷郡に編入された。96年、再び広陽郡が置かれた。後漢の広陽郡は薊・広陽・昌平・軍都・安次の5県を管轄した。
232年、魏の曹宇が燕王に封じられると、広陽郡は燕国と改められた。

## 済陰広陽国
本節では、西晋により置かれた広陽国について述べる。この広陽国は現在の山東省南西部に設置された。
301年、斉王司馬冏の子の司馬冰が楽安王司馬鑑の後を嗣いだ。済陰郡の10219戸をもって広陽国とし、司馬冰は広陽王に封じられた。302年、司馬冏が敗れると、廃止された。

## 安州広陽郡
本節では、北魏により置かれた安州の広陽郡について述べる。この広陽郡は現在の河北省北東部に設置された。539年（元象2年）、東魏により現在の北京市密雲区一帯に遷されている。
432年、北魏により益州が置かれた。441年、益州は広陽郡と改められた。北魏の広陽郡は安州に属し、広興・燕楽・方城の3県を管轄した。
北斉のとき、広陽郡は廃止された。